# Moșcionî, Hoșcea
Moșcionî (în ucraineană Мощони) este un sat în comuna Maleatîn din raionul Hoșcea, regiunea Rivne, Ucraina.

## Demografie
Componența lingvistică a localității Moșcionî
     Ucraineană (98,68%)
     Rusă (1,32%)
Conform recensământului din 2001, majoritatea populației localității Moșcionî era vorbitoare de ucraineană (98,68%), existând în minoritate și vorbitori de rusă (1,32%).